# 匠籍
匠籍，中国古代官府手工业中，把为官府制造手工产品或修建工程的工匠人户即匠户编入设立的特别户籍。匠籍世襲，不得隨意更改。
历代宫廷、官府为获得工艺品和日用品等手工业产品以及兴办某土木工程，多征发工匠于官设作坊内从事无偿劳役。其目的是为了强制工匠服从征调，便于控制手工业者，为其服务。匠籍制度起源很早。《国语·齐语》就有“工商之乡六”。唐朝、宋朝、元朝、明朝均有这项制度。唐代的“番匠”与宋代的“当行”，均有册籍。明朝、清朝匠籍即匠戶之籍，是户籍之一。明朝時出現輪班匠，不必一直替官府服勞役，但一至三年內必須來到首都服勞役3個月，勞役期結束後與其他匠户輪換。明憲宗成化二十一年（1485年），當局允許輪班匠繳納匠班银以代替勞役。明世宗嘉靖十二年（1562年），匠人的勞役一律改為繳納匠班银。清朝顺治二年(1645年)废除匠籍，从此手工业者得到身分自由。雍正以后，各省向匠户征收的匠班银摊入田赋征收。